# Dermografismo
El dermografismo es una forma de urticara física o producida por agentes físicos, que no sigue el trayecto de las líneas de Blaschko ni de un dermatoma. La padece entre el 2 y el 5% de la población y significa escritura en la piel.
En el dermografismo, la aplicación de una presión sobre la piel produce vasoconstricción seguida de picor, eritema e inflamación lineal.
Se presenta como lesiones habonosas que se pueden disponer linealmente posterior a la fricción de la piel con un objeto romo y estrecho, por lo que su forma depende del trayecto de dicho estímulo sobre la piel, éstas pueden ser pruriginosas y desaparecer en pocos minutos. 
Las urticarias se pueden desencadenar por distintos factores, el contacto con agua, el roce de una toalla, el rascado suave, el ejercicio físico o el contacto con el sol son algunos de ellos. 
El dermografismo puede aparecer tan rápido como desaparecer, aunque en algunos casos puede durar años. 
El dermografismo es un síntoma posible de un síntoma de un síndrome de activación mastocitaria (MCAS).
El dermografismo puede interferir con la interpretación de las pruebas cutáneas de alergia (como el prick test), ya que la piel de estas personas reacciona con enrojecimiento e inflamación ante estímulos físicos mínimos, como las punciones utilizadas en dichos exámenes. Esto puede generar falsos positivos, simulando una reacción alérgica ante sustancias que en realidad no la provocan. Por este motivo, se recomienda informar al personal médico antes de realizar estas pruebas. En casos de dermografismo confirmado, suele preferirse el uso de pruebas serológicas como el análisis de IgE específica (por ejemplo, RAST o InmunoCAP), que no involucran contacto con la piel.

## Fuente
Este artículo proviene de una entrada de la página de la Universidad Vital Manuel Fajardo bajo la Licencia Reconocimiento - Licenciar igual (Attribution - Share Alike) 3.0 de Creative Commons.
Complementado con el artículo del Blog El País.